# Jack the Giant Slayer
Jack the Giant Slayer (tidigare med titeln Jack the Giant Killer) är en amerikansk fantasy-äventyrsfilm från 2013 baserad på sagorna Jack the Killer och Jack och bönstjälken.

## Handling
Jack är en bondpojke i kungariket Cloister som fascineras av legenden om Erik, en kung som besegrade en armé av invaderande jättar från ett rike i himlen genom att kontrollera dem med hjälp av en magisk krona. Samtidigt blir prinsessa Isabelle också fascinerad av berättelsen om legenden.
Tio år senare reser Jack till en stad för att sälja en häst för att hjälpa sin farbrors gård. Där får Jack syn på Isabelle och blir kär efter att ha försvarat henne från huliganer. Samtidigt återvänder Lord Roderick till sina studier, han upptäcker att en munk har rånat honom. Munken erbjuder magiska bönor han stal från Roderick i utbyte mot Jacks häst. I slottet bråkar Isabelle med sin far kung Brahmwell eftersom hon vill utforska kungariket, men han vill att hon stannar och gifta sig med Roderick. Likaså skäller Jacks farbror på honom för att varit dum innan han kaster bönorna på golvet och lämnar huset.
Fast besluten att gå fri smyger Isabelle ut ur slottet och söker skydd från regnet i Jacks hus. När det regnar slår en av bönorna  rot och börjar att växa till en bönstjälk som bär huset och Isabelle upp till himlen till, Jack faller ner till marken.

## Rollista
- Nicholas Hoult - Jack
- Eleanor Tomlinson - Isabelle
- Ewan McGregor - Elmont
- Stanley Tucci - Lord Roderick
- Ian McShane - Kung Brahmwell

## Filmmusik
Filmens musik är komponerad av John Ottman som även stod för redigering och producent till filmen. Jack the Giant Slayer blev Ottmans sjunde samarbete med Bryan Singer, de stod även för Public Access, De misstänkta, Sommardåd, X-Men 2, Superman Returns och Valkyria. Filmens soundtrackalbum släpptes 26 februari av WaterTower Music.
| 1.           | Jack and Isabelle (Theme from Jack the Giant Slayer) | 3:56    |
| 2.           | Logo Mania                                           | 1:00    |
| 3.           | To Cloister                                          | 1:28    |
| 4.           | The Climb                                            | 2:41    |
| 5.           | Fee Appears                                          | 3:16    |
| 6.           | How Do You Do                                        | 2:23    |
| 7.           | Why Do People Scream?                                | 3:17    |
| 8.           | Story of the Giants                                  | 3:22    |
| 9.           | Welcome to Gantua                                    | 4:12    |
| 10.          | Power of the Crown                                   | 1:21    |
| 11.          | Not Wildly Keen on Heights                           | 2:19    |
| 12.          | Top of the World                                     | 2:30    |
| 13.          | The Legends Are True / First Kiss                    | 3:43    |
| 14.          | Roderick’s Demise / The Beanstalk Falls              | 5:36    |
| 15.          | Kitchen Nightmare                                    | 3:24    |
| 16.          | Onward and Downward!                                 | 3:19    |
| 17.          | Waking a Sleeping Giant                              | 2:21    |
| 18.          | Chase to Cloister                                    | 5:19    |
| 19.          | Goodbyes                                             | 2:29    |
| 20.          | The Battle                                           | 5:31    |
| 21.          | Sniffing Out Fear / All is Lost                      | 5:07    |
| 22.          | The New King / Stories                               | 4:17    |
| Total längd: | Total längd:                                         | 1:12:51 |

## Mottagande
Filmen mottogs av blandade recensioner hos svenska filmkritiker. Expressens recensent Bernt Eklund gav filmen betyget tre getingar av fem.Svenska Dagbladet recensent gav filmen fyra av sex i betyg med huvudrubriken Klassiskt äventyr med fin ensemble.Helsingborgs Dagblads recensent Mattias Dahlström tyckte att filmen var underhållande men klagade på för mycket datoranimerade effekter, han gav filmen betyget tre av fem. På Kritiker.se har filmen ett snittbetyg på 2,9.